# Ilex marginata
Ilex marginata är en järneksväxtart som beskrevs av Edwin. Ilex marginata ingår i släktet järnekar, och familjen järneksväxter. Inga underarter finns listade i Catalogue of Life.